# Rouge River (Ontario)
Der Rouge River (französisch Rivière Rouge) ist ein  Fluss im kanadischen Ontario. Er entspringt im Gebiet der Oak Ridges Moraine im Gemeindegebiet von Richmond Hill und mündet im Stadtgebiet Torontos in den Ontariosee. An der Mündungsstelle befindet sich der nach dem Fluss benannte Strand Rouge Beach. Der Fluss fließt außerdem durch die Stadt Markham. Er hat ein Einzugsgebiet von 337 Quadratkilometer. Am südlichen Lauf des Flusses befindet sich neben dem Toronto Zoo auch der Rouge-Nationalpark.